# Spondias purpurea
Spondias purpurea är en sumakväxtart som beskrevs av Carl von Linné. Spondias purpurea ingår i släktet Spondias och familjen sumakväxter. Inga underarter finns listade i Catalogue of Life.